# Джон Малесела
Джон Семюел Малесела (19 квітня 1934, Додома) — був прем'єр-міністром Танзанії з листопада 1990 по грудень 1994 року. Він обіймав посаду заступника голови Чама Ча Мапіндузі з 1995 по 2007 рік, а до цього часу був членом Центрального комітету Чама Ча Мапіндузі.
Прем'єр-міністр Малесела очолював делегацію Танзанії, яка брала участь у першій Токійській міжнародній конференції з питань розвитку Африки в жовтні 1993 року. Член парламенту від Мтера (1990—2010).

## Життєпис
Народився 19 квітня 1934 року в Додомі. Середню освіту отримав у Мінакіській загальноосвітній школі (1957—1958); Бакалавра комерції — Бомбейський університет (1958—1959); Аспірантура — Кембридзький університет (1961—1962); Кандидат наук (гуманітарні науки) — Техаський університет (1977).
У 1964—1968 рр. — Постійний представник Танзанії при ООН;
У 1967—1972 рр. — Посол Танзанії в Ефіопії та ОАЕ;
У 1972—1973 рр. — Міністр закордонних справ Танзанії;
У 1973—1974 рр. — Міністр зв'язку і транспорту;
У 1975 році — Міністр мінеральних ресурсів та сільського господарства;
У 1975—1976 рр. — Міністр Східноафриканського співробітництва;
У 1980—1984 рр. — Регіональний уповноважений Ірінга;
У 1985 році — Член Групи видатних осіб Співдружності з питань південної Африки;
У 1989—1990 рр. — Верховний комісар Танзанії до Сполученого Королівства;
У 1990—1994 рр. — Прем'єр-міністр та перший віце-президент Танзанії;
У 1995—2007 рр. — Віце-голова провладної партії Чама Ча Мапіндузі;